# 卡雷金斯科耶湖
55°30′10″N 34°07′12″E / 55.50278°N 34.12000°E
卡雷金斯科耶湖（俄语：Калыгинское），是俄羅斯的湖泊，位於該國西部斯摩棱斯克州，由新杜金斯基區負責管轄，長0.3公里、寬0.3公里，面積0.14平方公里，集水區面積28平方公里，最大水深12米。